# Kuwaniidae
Kuwaniidae es una familia de insectos hemípteros en la superfamilia Coccoidea. Hay por lo menos cuatro géneros y catorce especies descritas.

## Géneros
- Jansenus
- Kuwania
- Neogreenia
- Neosteingelia